# جزیره صای
صای جزیره ای بزرگ در رودخانه نیل در نوبه بین آبشار دوم و سوم در کشور سودان است. این جزیره ۱۲ کیلومتر طول و ۵٫۵ کیلومتر عرض دارد. صای در زمان پادشاهی جدید پیاپی توسط مصری‌ها اشغال می‌شد. در دوره مقریان مرکز یک اسقف‌نشین بود و در نیمه دوم قرن شانزدهم عثمانی‌ها قلعه ای را در جزیره بنا کردند.
بخش شمال شرقی جزیره شامل یک معبد پادشاهی جدید مصر و آسیاب‌های متعدد مرتبط با تولید طلای باستانی است. در همان نزدیکی، قلعه امپراتوری عثمانی از جنس ماسه‌سنگ استخراج‌شده در امتداد سواحل رودخانه، و اسپولیایی است که نقش‌های آمنهوتپ چهارم، در میان دیگر فرمانروایان سلسله هجدهم را در خود دارد. مقبره‌های مدور متعددی در همین نزدیکی هستند.